# Porcelle à une tête
Hypochaeris uniflora
Espèce
La Porcelle à une tête (Hypochaeris uniflora) est une espèce de plantes à fleurs de la famille des Asteracées.
C'est une plante vivace.

## Répartition
Europe : Allemagne, Autriche, France, Italie, Liechtenstein, Pologne, République tchèque, Slovénie, Roumanie, Slovaquie, Suisse, Ukraine.